# Liga de Fútbol Regional del Sud
La Liga de Fútbol Regional del Sud es una de las Ligas regionales de fútbol en Argentina y es una entidad que aglutina y organiza la práctica deportiva del fútbol oficial en la ciudad de Villa Constitución y alrededores.
Tiene sede en la calle Moreno 1745 en la ciudad de Villa Constitución

## Historia
Liga de Fútbol Regional del Sud. Afiliada al Consejo Federal y Federación Santafesina de Fútbol. Fundada el 6 de octubre de 1930.

## Equipos afiliados
| Equipo                                        | Escudo | Ciudad                     | Año de Fundación | Provincia |
| --------------------------------------------- | ------ | -------------------------- | ---------------- | --------- |
| Arroyo Seco Athletic Club                     |        | Arroyo Seco                | 1928             | Santa Fe  |
| Club Atlético Talleres                        |        | Arroyo Seco                | 1942             | Santa Fe  |
| Club Atlético Unión                           |        | Arroyo Seco                | 1917             | Santa Fe  |
| Club Atlético Empalme                         |        | Empalme Villa Constitución | 1911             | Santa Fe  |
| Club Atlético Empalme Central                 |        | Empalme Villa Constitución | 1920             | Santa Fe  |
| Club Atlético Central Argentino               |        | Fighiera                   | 1941             | Santa Fe  |
| Club Atlético Sportivo Figherense             |        | Fighiera                   | 1936             | Santa Fe  |
| Club Atlético Libertad                        |        | General Lagos              | 1936             | Santa Fe  |
| Club Atlético Juventud Unida                  |        | Pueblo Esther              | 1952             | Santa Fe  |
| Club Atlético Porvenir Talleres               |        | Villa Constitución         | 1926             | Santa Fe  |
| Club Atlético Riberas del Paraná              |        | Villa Constitución         | 1908             | Santa Fe  |
| Club Social, Cultural y Deportivo San Lorenzo |        | Villa Constitución         | 1980             | Santa Fe  |
| Independiente Fútbol Club                     |        | Villa Constitución         | -                | Santa Fe  |

## Campeones por año
| Temporada | Campeón                          |
| --------- | -------------------------------- |
| 1931      | Riberas del Paraná (1)           |
| 1932      | Riberas del Paraná (2)           |
| 1933      | Riberas del Paraná (3)           |
| 1934      | Porvenir Talleres (1)            |
| 1935      | Porvenir Talleres (2)            |
| 1936      | Porvenir Talleres (3)            |
| 1937      | Riberas del Paraná (4)           |
| 1938      | Porvenir Talleres (4)            |
| 1939      | Porvenir Talleres (5)            |
| 1940      | Porvenir Talleres (6)            |
| 1941      | No se disputo                    |
| 1942      | Club Atlético Empalme (1)        |
| 1943      | Mariano Moreno (1)               |
| 1944      | Club Atlético Empalme (2)        |
| 1945      | Club Atlético Unión (1)          |
| 1946      | Arroyo Seco A. C. (1)            |
| 1947      | Arroyo Seco A. C. (2)            |
| 1948      | Arroyo Seco A. C. (3)            |
| 1949      | Club Atlético Unión (2)          |
| 1950      | Club Atlético Talleres (1)       |
| 1951      | Arroyo Seco A. C. (4)            |
| 1952      | Arroyo Seco A. C. (5)            |
| 1953      | Central Argentino (1)            |
| 1954      | Coronel Aguirre (1)              |
| 1955      | Coronel Aguirre (2)              |
| 1956      | Club Atlético Pavón (1)          |
| 1957      | Club Atlético Pavón (2)          |
| 1958      | Coronel Aguirre (3)              |
| 1959      | Coronel Aguirre (4)              |
| 1960      | Central Argentino (2)            |
| 1961      | Riberas del Paraná (5)           |
| 1962      | Arroyo Seco A. C. (6)            |
| 1963      | Club Atlético Empalme (3)        |
| 1964      | Riberas del Paraná (6)           |
| 1965      | Arroyo Seco A. C. (7)            |
| 1966      | Club Atlético Empalme (4)        |
| 1967      | Porvenir Talleres (7)            |
| 1968      | Club Atlético Unión (3)          |
| 1969      | Riberas del Paraná (7)           |
| 1970      | Club Atlético Empalme (5)        |
| 1971      | Riberas del Paraná (8)           |
| 192       | Independiente (Sgto. Cabral) (1) |
| 1973      | Central Argentino (3)            |
| 1974      | Independiente (Sgto. Cabral) (2) |
| 1975      | Riberas del Paraná (9)           |
| 1976      | Central Argentino (4)            |
| 1977      | Central Argentino (5)            |
| 1978      | No se disputo                    |
| 1979      | Central Argentino (6)            |
| 1980      | Central Argentino (7)            |
| 1981      | Central Argentino (8)            |
| 1982      | San Lorenzo (1)                  |
| 1983      | San Lorenzo (2)                  |
| 1984      | Sociedad Italiana (1)            |
| 1985      | Arroyo Seco A. C. (8)            |
| 1986      | Riberas del Paraná (10)          |
| 1987      | Club Atlético Pavón (3)          |
| 1988      | Riberas del Paraná (11)          |
| 1989      | Sociedad Italiana (2)            |
| 1990      | Arroyo Seco A. C. (9)            |
| 1991      | Porvenir Talleres (8)            |
| 1992      | Club Atlético Empalme (6)        |
| 1993      | Club Atlético Empalme (7)        |
| 1994      | Club Atlético Empalme (8)        |
| 1995      | Porvenir Talleres (9)            |
| 1996      | Club Atlético Empalme (9)        |
| 1997      | Porvenir Talleres (10)           |
| 1998      | Club Atlético Empalme (10)       |
| 1999      | Club Atlético Empalme (11)       |
| 2000      | Empalme Central (1)              |
| 2001      | Club Atlético Empalme (12)       |
| 2002      | San Lorenzo (3)                  |
| 2003      | Riberas del Paraná (12)          |
| 2004      | Real Arroyo Seco (1)             |
| 2005      | Real Arroyo Seco (2)             |
| 2006      | Real Arroyo Seco (3)             |
| 2007      | Real Arroyo Seco (4)             |
| 2008      | Club Atlético Empalme (13)       |
| 2009 Ap.  | Arroyo Seco A. C. (10)           |
| 2009 Cl.  | Alianza Real-Duchini (1)         |
| 2010      | Arroyo Seco A. C. (11)           |
| 2011      | Arroyo Seco A. C. (12)           |
| 2012 Ap.  | Club Atlético Empalme (14)       |
| 2012 Cl.  | Arroyo Seco A. C. (13)           |
| 2013 Ap.  | Arroyo Seco A. C. (14)           |
| 2013 Cl.  | Arroyo Seco A. C. (15)           |
| 2014      | Porvenir Talleres (11)           |
| 2015      | Mariano Moreno (2)               |
| 2016      | Porvenir Talleres (12)           |
| 2017 Ap.  | Porvenir Talleres (13)           |
| 2017 Cl.  | Porvenir Talleres (14)           |
| 2018 Ap.  | Porvenir Talleres (15)           |
| 2018 Cl.  | Riberas del Paraná (13)          |
| 2019 Ap.  | Porvenir Talleres (16)           |
| 2019 Cl.  | Riberas del Paraná (14)          |
| 2020      | No se disputo                    |
| 2021      | Club Atlético Unión (4)          |
| 2022 Ap.  | Porvenir Talleres (17)           |
| 2022 Cl.  | Riberas del Paraná (15)          |
| 2023 Ap.  | Club Atlético Unión (5)          |
| 2023 Cl.  | Club Atlético Unión (6)          |
| 2024 Ap.  | Club Atlético Empalme (15)       |
| 2024 Cl.  | Club Atlético Unión (7)          |
| 2025 Ap.  | Central Argentino (9)            |

## Palmarés
| Equipo                 | Ciudad                     | Campeonatos | Años de campeonatos |
| ---------------------- | -------------------------- | ----------- | --- |
| Porvenir Talleres      | Villa Constitución         | 17          | 1934, 1935, 1936, 1938, 1939, 1940, 1967, 1991, 1995, 1997, 2014, 2016, Ap. 2017, Cl. 2017, Ap. 2018, Ap. 2019, Ap. 2022 |
| Arroyo Seco A.C.       | Arroyo Seco                | 15          | 1946, 1947, 1948, 1951, 1952, 1962, 1965, 1985, 1990, Ap. 2009, 2010, 2011, Cl. 2012, Ap. 2013, Cl. 2013,                |
| Riberas del Paraná     | Villa Constitución         | 15          | 1931, 1932, 1933, 1937, 1961, 1964, 1969, 1971, 1975, 1986, 1988, 2003, Cl. 2018, Cl. 2019, Cl. 2022                     |
| Club Atlético Empalme  | Empalme Villa Constitución | 15          | 1942, 1944, 1963, 1966, 1970, 1992, 1993, 1994, 1996, 1998, 1999, 2001, 2008, Ap. 2012, Ap. 2024                         |
| Central Argentino      | Fighiera                   | 9           | 1953, 1960, 1973, 1976, 1977, 1979, 1980, 1981, Ap. 2025                                                                 |
| Club Atlético Union    | Arroyo Seco                | 7           | 1945, 1949, 1968, 2021, Ap. 2023, Cl. 2023, Cl. 2024                                                                     |
| Coronel Aguirre        | Villa Gob. Galvez          | 4           | 1954, 1955, 1958, 1959                                                                                                   |
| Real Arroyo Seco       | Arroyo Seco                | 4           | 2004, 2005, 2006, 2007                                                                                                   |
| Club Atlético Pavón    | Pavón                      | 3           | 1956, 1957, 1987 |
| San Lorenzo            | Villa Constitución         | 3           | 1982, 1983, 2002 |
| Independiente          | Sargento Cabral            | 2           | 1972, 1974 |
| Sociedad Italiana      | Villa Constitución         | 2           | 1984, 1989 |
| Mariano Moreno         | Coronel Bogado             | 2           | 1943, 2015 |
| Club Atlético Talleres | Arroyo Seco                | 1           | 1950 |
| Empalme Central        | Empalme Villa Constitución | 1           | 2000 |
| Alianza Real-Duchini   | Villa Constitución         | 1           | Cl. 2009 |

- Datos: Q62678234